# Stojan Sancin
Stojan Sancin [stójan sancín], slovenski jamar, * 19. januar 1947, Log pri Ricmanjih, † 30. april 2021, Log pri Ricmanjih.
Sancin je znan predvsem po svojem delu pri raziskovanju in dokumentiranju jam na področju med Jadranskim morjem in Triglavom. S Claudiem Bratosem sta raziskala prek 400 jam, predvsem v Matarskem podolju in v Kaninskem pogorju.

## Življenje in delo
Oče Carlo je bil kovinostrugar iz Škednja, mati Dorka, rojena Žuljan pa je bila šivilja iz Ricmanj; poleg Stojana se jima je rodila še hči Tatjana.
Po osnovni šoli v Ricmanjih in nižji ter višji srednji šoli v Trstu ter študiju kemije na Univerzi v Trstu je diplomiral leta 1970. Leta 1975 se je v pedagoški kemiji izpopolnjeval na Fakulteti za naravoslovje in tehnologijo Univerze v Ljubljani. Matematiko je poučeval na nižjih srednjih šolah v Tržaški pokrajini: v Nabrežini, na Opčinah in v Dolini, do upokojitve. 20 let, od 1975 naprej, je bil odbornik Občine Dolina. Ukvarjal se je tudi s tekom na srednje proge, leta 1963 je bil v tem športu mladinski prvak dežele Furlanija - Julijska krajina - na 1.200 m je dosegel čas 3:20,8.

## Jamarstvo
Prva jama, ki jo je obiskal pri desetih letih, je bila Jama netopirjev ob železnici Trst - Kozina. Leta 1963 se je pri izbiri med atletiko in jamarstvom odločil za slednje. Slovensko planinsko društvo Trst, ustanovljeno leta 1904, se je občasno ukvarjalo tudi z jamarstvom, leta 1979 pa sta Sancin in Claudio Bratos ustanovila Jamarski odsek, JOSPD Trst. Osnovno področje Sancinovega jamarskega delovanja je bil kraški svet, od Jadranskega morja do Julijskih Alp.

## Priznanja
Leta 2018 je prejel Zlati znak Jamarske zveze Slovenije, najvišje jamarsko priznanje.